# Gustaf Stråhlberg
Gustaf Stråhlberg, född 1794 i  Nedre Vojakkala, Norrbottens län, död 1858 i Överkalix, var en svensk bonde och allmogemålare.
Gustaf Stråhlberg var verksam som dekormålare i Överkalix. Stråhlberg målade möbler och bruksföremål. Han anses som skolbildare inom och den främste företrädaren för Överkalixmåleriet, som är en del av Tornedalsmåleriet. Den Stråhlbergska skolan utmärker sig dels med blomsterurnemotiven, där bilden börjar med en rotad, stiliserad blomsterurna varifrån resten av målningen växer uppöver, dels buskmålningar där han ofta använde gul bottenfärg på vilken han målade buskliknande former i en brunaktig färgskala. Han räknades som en skicklig målare och hade genom åren många lärlingar, däribland Per August Ekblom.
På Martingården, belägen 6 kilometer norr om Överkalix, finns en samling av hans och hans efterföljares blomstermålade möbler. Ett skåp signerat (ovanligt nog) Stråhlberg finns på Nordiska museet.